# Jochen Kopelke

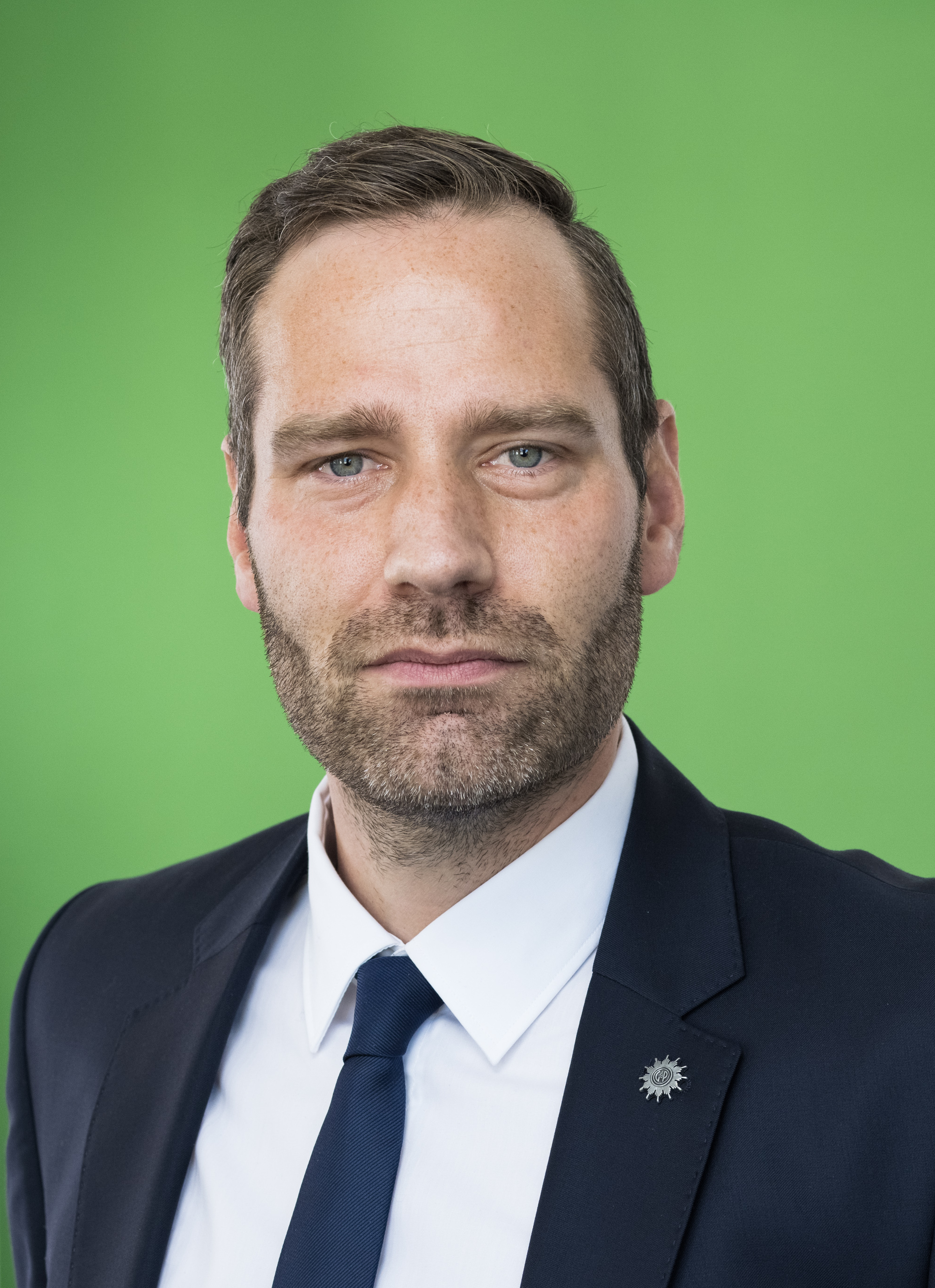
Jochen Kopelke (2022)

Jochen Kopelke (* 1984) ist ein deutscher Polizeivollzugsbeamter im höheren Dienst der Polizei Bremen und seit 2022 Bundesvorsitzender der Gewerkschaft der Polizei.

## Biografie
Kopelke absolvierte von 2005 bis 2008 an der Hochschule für Öffentliche Verwaltung Bremen ein Studium zum Diplom-Verwaltungswirt (FH) für den gehobenen Polizeivollzugsdienst. Ab 2008 war er drei Jahre in einer Einsatzhundertschaft der Bereitschaftspolizei bundesweit eingesetzt und ab 2011 drei Jahre im Dienst der Schutzpolizei der Polizei Bremen.
Kopelke trat mit Beginn seiner Ausbildung in die GdP ein und leitete mehrere Jahre die Jugendorganisation der Gewerkschaft. Er ist Mitglied der SPD und im OV Findorff aktiv und wurde Ende April 2013 in dessen Vorstand sowie Anfang März 2014 als Beisitzer in dessen Vorstand gewählt. Mit 99,1 Prozent wurde Kopelke auf dem Landesdelegiertentag der GdP Bremen Ende März 2014 zum Vorsitzenden gewählt. Er wurde im April 2014 der bundesweit jüngste Landesvorsitzende in der Geschichte der GdP.
Kopelke wurde parallel dazu als Mitglied des Gesamtpersonalrates der Polizei Bremen bei vollen Bezügen vom Polizeidienst freigestellt.
Im Juli 2014 sprach er sich im Gegensatz zum Innensenator des Bundeslandes Bremen, Ulrich Mäurer, dafür aus, dass die Kosten für Polizeieinsätze bei Bundesligaspielen weiterhin vom Staat getragen werden sollen.
Im Oktober 2017 übergab er sein Amt als Landesvorsitzender der GdP Bremen an seine Stellvertreter und begann als Aufstiegslehrgang für den höheren Dienst ein Masterstudium in Kiel und Hiltrup an der Deutschen Hochschule der Polizei. Er arbeitete beim LKA Bremen und später als Polizeiführer vom Dienst in der Leitstelle der Polizei Bremen.
Mit Beginn der COVID-19-Pandemie in Bremen baute Kopelke den Krisenstab zur Pandemiebewältigung in Bremen auf. Später war er erst im Bremer Polizeipräsidium tätig und schließlich persönlicher Referent und Büroleiter des Bremer Innensenators Ulrich Mäurer (SPD).
Im September 2022 wurde Kopelke als Polizeioberrat, mit 87 Prozent der Stimmen zum Bundesvorsitzenden der Gewerkschaft der Polizei gewählt. Mit 38 Jahren ist er der bisher jüngste Bundesvorsitzende der Gewerkschaft der Polizei.
Kopelke ist turnusgemäß Aufsichtsratsvorsitzender der PVAG Polizeiversicherungs-Aktiengesellschaft, seit 1987 ein Gemeinschaftsunternehmen der Signal Iduna und der Gewerkschaft der Polizei (GdP).
Kopelke ist verheiratet und Vater von zwei Kindern. Er lebt in Bremen.